# Филиппи, Томаш
Томаш Филиппи (чеш. Tomáš Filippi; 4 мая 1992, Рихнов-над-Кнежноу, Чехословакия) — чешский хоккеист, нападающий клуба «Били Тигржи Либерец». Чемпион России 2015/16 и обладатель кубка Гагарина 2016 года.

## Карьера
Томаш Филиппи начал свою карьеру в юниорской команде «Либерец» в 2007 году. В 2010 году он перебрался за океан, где провёл два сезона в главной юниорской хоккейной лиге Квебека.
В сезоне 2012/13 сыграл свой первый матч в чешской Экстралиге за «Били Тигржи Либерец».
В апреле Магнитогорский «Металлург» достиг договорённости о подписании трёхлетнего контракта с чешским центральным нападающим Томашом Филиппи. В Чехии Томаш выступал за клуб «Били Тигржи», где в прошедшем сезоне набрал 40 (16+24) очков в 52 матчах регулярного чемпионата. Кроме того Томаш регулярно выступает за сборную команду Чехии.

«Металлург» — один из топ-клубов Европы, так что долго мне раздумывать не пришлось. Я обсудил своё решение с Яном Коваржем, будет приятно иметь соотечественника в новой команде. Русский язык я пока не знаю, но планирую его учить. С нетерпением жду старта сезона, работы с Майком Кинэном", — цитирует форварда ČTK.
В составе «Металлурга» в 2016 году Филиппи стал чемпионом России и обладателем кубка Гагарина. Через год он выиграл серебряные медали и стал финалистом кубка Гагарина. В начале сезона 2017/18 Филиппи получил травму и расторг контракт с клубом по обоюдному согласию. Концовку сезона 2017/18 он провёл в родном клубе «Били Тигржи».
После окончания сезона Филиппи вернулся в КХЛ, подписав контракт с хабаровским «Амуром». Но из-за травм Томаш сыграл за хабаровский клуб только 10 матчей, в которых забил 2 гола и сделал 2 голевые передачи. 13 ноября 2018 года «Амур» и Филиппи объявили о расторжении контракта. В тот же день в Чехии появилась информация о том, что Филиппи продолжит карьеру в «Либереце». 14 ноября было объявлено о возвращении Филиппи в либерецкий клуб. В Чехи Филиппи отыграл чуть больше года, 16 декабря 2019 года он вернулся в магнитогорский «Металлург».
Помимо клубов Филиппи выступает за сборную Чехии. Участник чемпионата мира 2016 года (8 игр). Также играл за юниорскую сборную Чехии на чемпионате мира 2010 года (6 игр, 1 шайба, 1 передача) и за молодёжную сборную на чемпионате мира 2012 года (6 игр, 4 шайбы).

## Достижения
Чемпион России и обладатель кубка Гагарина 2016
 Серебряный призёр чемпионата России и финалист кубка Гагарина 2017
 Серебряный призёр чемпионата Чехии 2019 и 2021

## Статистика
Обновлено на конец сезона 2020/2021
- Чешская экстралига — 275 игр, 178 очков (73 шайбы + 105 передач)
- КХЛ — 221 игра, 104 очка (40+64)
- Юниорская лига Квебека — 148 игр, 133 очка (52+81)
- Сборная Чехии — 44 игры, 7 очков (5+2)
- Европейский трофей — 16 игр, 10 очков (6+4)
- Лига чемпионов — 12 игр, 9 очков (3+6)
- Чешская первая лига — 1 игра, 1 очко (1+0)
- Всего за карьеру в сборной и клубах — 717 игр, 442 очка (180+262)

## Семья
Томаш Филиппи женат, у него двое детей.